# Peter Maes
Peter Maes (Schoten, 1 juni 1964) is een Belgisch voormalig voetballer die na zijn actieve loopbaan actief werd als voetbaltrainer. Op zijn palmares staan vier landstitels (als speler bij Anderlecht), een kampioenschap (van de Eerste divisie als trainer van Willem II) en twee bekerzeges (als trainer bij Lokeren).

## Spelerscarrière
Maes brak in de jaren 1980 door als doelman bij derdeklasser Lommel SK. Hij startte als reservedoelman maar werkte zich in enkele jaren tijd op tot de nummer 1 van de Limburgse club. In die dagen was hij een ploegmaat van onder meer Harm van Veldhoven, Patrick Goots en Philip Haagdoren. In 1987 promoveerde hij met Lommel naar de tweede klasse.
In 1989 zette Maes een stap hoger. Hij verhuisde naar eersteklasser Racing Mechelen en werd er de doublure van Ivan De Wilde. Aan het einde van het seizoen degradeerde Mechelen en ging Maes aan de slag bij RSC Anderlecht, waar hij de doublure werd van Filip De Wilde. Veel speelkansen kreeg Maes niet bij paars-wit, dat in 1991 wel de landstitel veroverde. Pas in het seizoen 1991/92 kreeg Maes door een blessure van De Wilde opnieuw speelminuten. Ondanks de opkomst van jonge talenten als Frédéric Herpoel bleef Maes tot 1995 tweede doelman van Anderlecht. In totaal werd hij met de Brusselse club vier keer landskampioen.
In de zomer van 1995 wisselde Maes met Geert De Vlieger van club. De jonge De Vlieger werd de doublure van De Wilde en Maes werd eerste doelman bij KSK Beveren. Na één seizoen als titularis ruilde Maes Beveren in voor Standard Luik. Bij de Rouches ving hij het vertrek van aanvoerder Gilbert Bodart op. Jean-François Gillet werd er zijn doublure. Maar voor het seizoen 1997/98 haalde de Luikse club Bodart terug. Maes belandde opnieuw op de bank.
In 1999 ging de toen 35-jarige keeper aan de slag bij de nieuwe fusieclub Germinal Beerschot. Jan Moons kreeg van trainer Franky Van der Elst de voorkeur op Maes, die in 2001 een punt achter zijn spelerscarrière zette.

## Statistieken als speler
| seizoen | club               | land   | competitie     | wed. | goals |
| ------- | ------------------ | ------ | -------------- | ---- | ----- |
| 1982/83 | SK Lommel          | België | Derde Klasse   | 1    | 0     |
| 1983/84 | SK Lommel          | België | Derde Klasse   | 0    | 0     |
| 1984/85 | SK Lommel          | België | Derde Klasse   | 12   | 0     |
| 1985/86 | SK Lommel          | België | Derde Klasse   | 30   | 0     |
| 1986/87 | SK Lommel          | België | Derde Klasse   | 31   | 0     |
| 1987/88 | SK Lommel          | België | Tweede Klasse  | 30   | 0     |
| 1988/89 | SK Lommel          | België | Tweede Klasse  | 30   | 0     |
| 1989/90 | RC Mechelen        | België | Jupiler League | 0    | 0     |
| 1990/91 | RSC Anderlecht     | België | Jupiler League | 0    | 0     |
| 1991/92 | RSC Anderlecht     | België | Jupiler League | 12   | 0     |
| 1992/93 | RSC Anderlecht     | België | Jupiler League | 4    | 0     |
| 1993/94 | RSC Anderlecht     | België | Jupiler League | 1    | 0     |
| 1994/95 | RSC Anderlecht     | België | Jupiler League | 1    | 0     |
| 1995/96 | KSK Beveren        | België | Jupiler League | 34   | 0     |
| 1996/97 | Standard Luik      | België | Jupiler League | 31   | 0     |
| 1997/98 | Standard Luik      | België | Jupiler League | 12   | 0     |
| 1998/99 | Standard Luik      | België | Jupiler League | 0    | 0     |
| 1999/00 | Germinal Beerschot | België | Jupiler League | 3    | 0     |
| 2000/01 | Germinal Beerschot | België | Jupiler League | 5    | 0     |

## Trainerscarrière
Meteen na zijn loopbaan als doelman begon Maes aan zijn carrière als voetbalcoach. Eerst nam hij het bescheiden Verbroedering Meerhout onder zijn hoede. Met die club plaatste hij zich in 2002 voor de eindronde. Nadien verkaste hij naar het naburige Verbroedering Geel. Bij de tweedeklasser bleef hij vier seizoenen, tot de club in 2006 wegens een omkoopschandaal naar de derde klasse zakte.
In de zomer van 2006 werd Maes de nieuwe trainer van toenmalig tweedeklasser KV Mechelen. Met de club werd hij vicekampioen en dwong hij via de eindronde de promotie naar de eerste klasse af. Onder zijn leiding en dankzij spelers als Jonas Ivens, Koen Persoons, Björn Vleminckx en Nana Asare groeide Mechelen uit tot een stabiele middenmoter.
In 2010 haalde Roger Lambrecht, voorzitter van KSC Lokeren, heel wat nieuwe spelers naar Daknam. De invloedrijke voorzitter haalde bij KV Mechelen trainer Maes en middenvelder Persoons weg en toonde ook interesse in sportief leider Fi Van Hoof. In zijn eerste seizoen bereikte Maes met Lokeren meteen play-off I.
In 2012 won Maes als trainer zijn eerste grote prijs met KSC Lokeren: de Beker van België. In de finale werd er met 1-0 gewonnen van KV Kortrijk. Dit betekende ook dat KSC Lokeren onmiddellijk voor de laatste voorronde van de UEFA Europa League geplaatst was. Twee jaar later deed Lokeren het nog eens over: de Waaslanders bereikten opnieuw de finale en versloegen Zulte Waregem met 1-0. In de Europa League bereikte Lokeren in het seizoen 2014/15 de groepsfase door in de laatste voorronde het Engelse Hull City uit te schakelen.
Op 26 mei 2015 tekende hij een driejarig contract bij KRC Genk, waarmee hij in zijn eerste seizoen vierde werd. In het seizoen 2016/17 behaalde hij met Genk de tweede ronde in de Europa League, maar wegens teleurstellende resultaten in de Belgische competitie werd hij op 26 december 2016 ontslagen. Hij werd opgevolgd door Albert Stuivenberg.
KSC Lokeren maakte op 9 augustus 2017 bekend dat Maes de opvolger werd van Rúnar Kristinsson.
Op 22 oktober 2018 werd gemeld door de Belgische media dat Maes was gearresteerd in het kader van het fraudeonderzoek Operatie Propere Handen. Dejan Veljković was de manager van Maes. Maes werd op 23 oktober voorgeleid bij de onderzoeksrechter.
Op 28 oktober 2018 werd bekend dat Maes ontslagen werd bij Lokeren wegens tegenvallende resultaten. Arnar Viðarsson werd aangeduid als opvolger.
In de loop van het seizoen 2019-2020 tekende Maes een contract tot het einde van het seizoen als hoofdtrainer bij Lommel SK dat uitkomt in Eerste klasse B, het op één na hoogste niveau in België. Maes volgde er de ontslagen Stefán Gíslason op en kreeg de taak de club te behoeden voor degradatie uit het profvoetbal. Lommel wist zich uiteindelijk dat seizoen te verzekeren van het behoud. Nadat de club overgenomen werd door de City Football Group werd beslist om niet verder te gaan met Maes als hoofdtrainer.
Op 7 december 2020 werd bekend dat Maes de nieuwe hoofdtrainer wordt van de Belgische eersteklasser Sint-Truidense VV, hij volgt er de ontslagen Australiër Kevin Muscat op.
Op 20 mei 2021 maakte Beerschot bekend dat Maes de nieuwe hoofdcoach wordt, de trainer tekende een contract tot medio 2024. In september 2021 werd hij alweer ontslagen.
Op 16 september 2023 maakt Willem II bekend dat Peter Maes de nieuwe hoofdcoach wordt. Hij volgt de ontslagen Reinier Robbemond op. Maes is de eerste Belgische hoofdcoach in de geschiedenis van de Tilburgse club en het is zijn eerste klus in het buitenland. Het lukte Maes en z'n team de eerste vier wedstrijden te winnen, onder andere dankzij Jeremy Bokila. Hij was de eerste coach van Willem II die zijn eerste drie wedstrijden won.
| periode    | club                   | land      | competitie              | prijzen                                                           |
| ---------- | ---------------------- | --------- | ----------------------- | ----------------------------------------------------------------- |
| 2001-2002  | Verbroedering Meerhout | België    | Vierde Klasse           |                                                                   |
| 2002-2003  | Verbroedering Geel     | België    | Tweede Klasse           |                                                                   |
| 2003-2004  | Verbroedering Geel     | België    | Tweede Klasse           |                                                                   |
| 2004-2005  | Verbroedering Geel     | België    | Tweede Klasse           |                                                                   |
| 2005-2006  | Verbroedering Geel     | België    | Tweede Klasse           |                                                                   |
| 2006-2007  | KV Mechelen            | België    | Tweede Klasse           | Promotie naar Jupiler Pro League                                  |
| 2007-2008  | KV Mechelen            | België    | Jupiler Pro League      |                                                                   |
| 2008-2009  | KV Mechelen            | België    | Jupiler Pro League      | Verliezend finalist Beker van België                              |
| 2009-2010  | KV Mechelen            | België    | Jupiler Pro League      |                                                                   |
| 2010-2011  | KSC Lokeren            | België    | Jupiler Pro League      |                                                                   |
| 2011-2012  | KSC Lokeren            | België    | Jupiler Pro League      | Winnaar Beker van België, Trofee Raymond Goethals, Guy Thys Award |
| 2012-2013  | KSC Lokeren            | België    | Jupiler Pro League      |                                                                   |
| 2013-2014  | KSC Lokeren            | België    | Jupiler Pro League      | Winnaar Beker van België, Trainer van het Jaar                    |
| 2014-2015  | KSC Lokeren            | België    | Jupiler Pro League      |                                                                   |
| 2015-2016  | KRC Genk               | België    | Jupiler Pro League      |                                                                   |
| 2016-2017  | KRC Genk               | België    | Jupiler Pro League      |                                                                   |
| 2017-2018  | KSC Lokeren            | België    | Jupiler Pro League      |                                                                   |
| 2019-2020  | Lommel SK              | België    | Eerste klasse B         |                                                                   |
| 2020-2021  | Sint-Truidense VV      | België    | Jupiler Pro League      |                                                                   |
| 2021-2021  | Beerschot              | België    | Jupiler Pro League      |                                                                   |
| 2023-heden | Willem II              | Nederland | Keuken Kampioen Divisie | Promotie naar Eredivisie                                          |

### Als trainer van KV Mechelen
| 2 |

| 13 |

| 10 |

| 7 |

### Als trainer van KSC Lokeren
| 6 |

| 8 |

| 6 |

| 5 |

| 8 |

### Als trainer van KRC Genk
| 4 |

| 8 |

## Palmares als coach
Club
|    | prijs                                      | jaar       |
| -- | ------------------------------------------ | ---------- |
| 2x | Beker van België                           | 2012, 2014 |
| 1x | Finalist Beker van België                  | 2009       |
| 2x | Finalist Belgische Supercup                | 2012, 2014 |
| 1x | kampioenEerste divisie Nederland 2023/2024 | 2024       |

Individuele onderscheidingen
|    | prijs                   | jaar |
| -- | ----------------------- | ---- |
| 1x | Trainer van het Jaar    | 2014 |
| 1x | Guy Thys Award          | 2013 |
| 1x | Trofee Raymond Goethals | 2012 |